# Tchakhars
 (février 2015).
Si vous disposez d'ouvrages ou d'articles de référence ou si vous connaissez des sites web de qualité traitant du thème abordé ici, merci de compléter l'article en donnant les références utiles à sa vérifiabilité et en les liant à la section « Notes et références ».
Cet article concerne le peuple tchakhar. Pour le dialecte tchakhar, voir Tchakhar. Pour autres homonymes, voir Chahar.

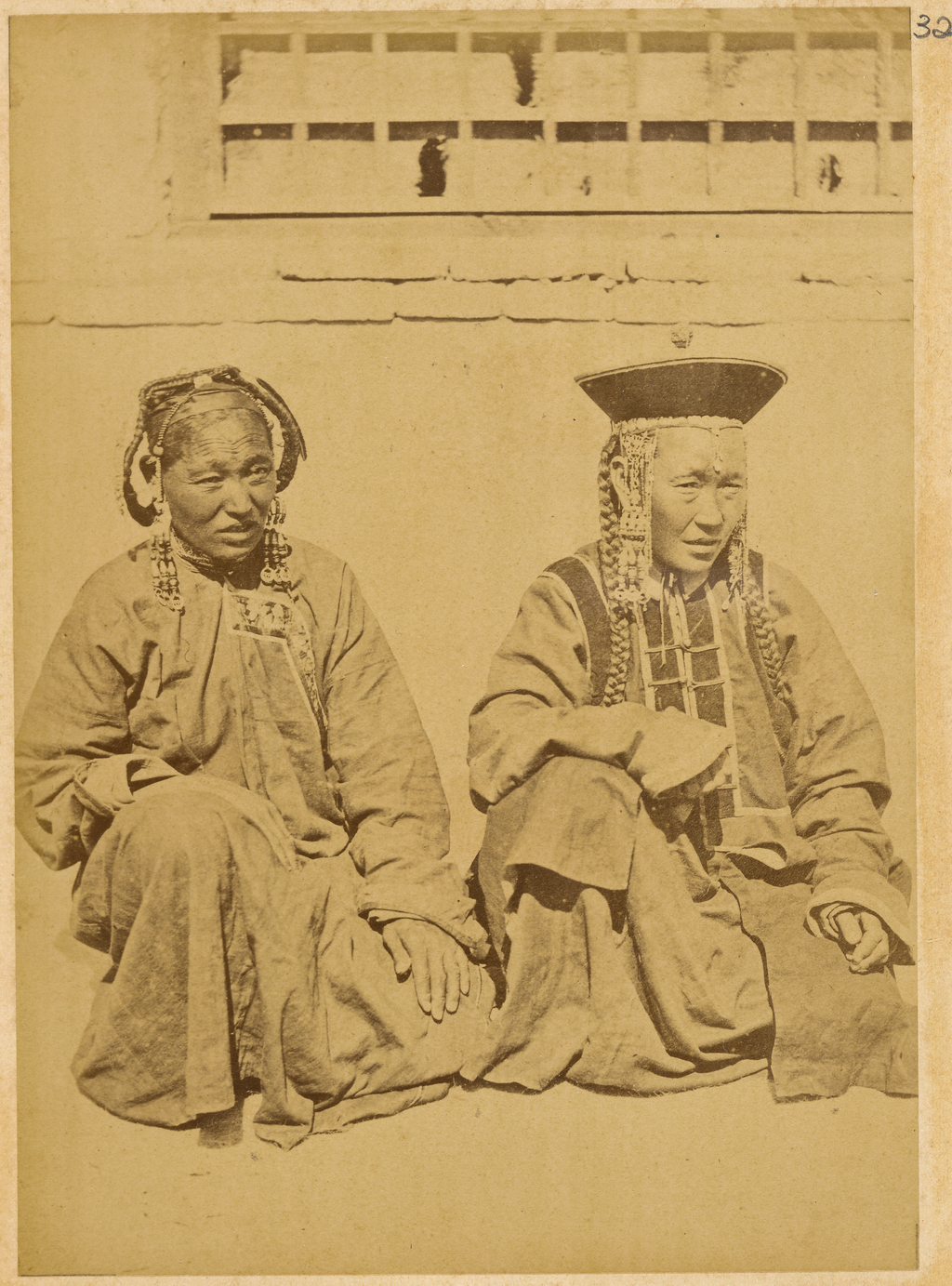
Femmes Tchakhares en 1874

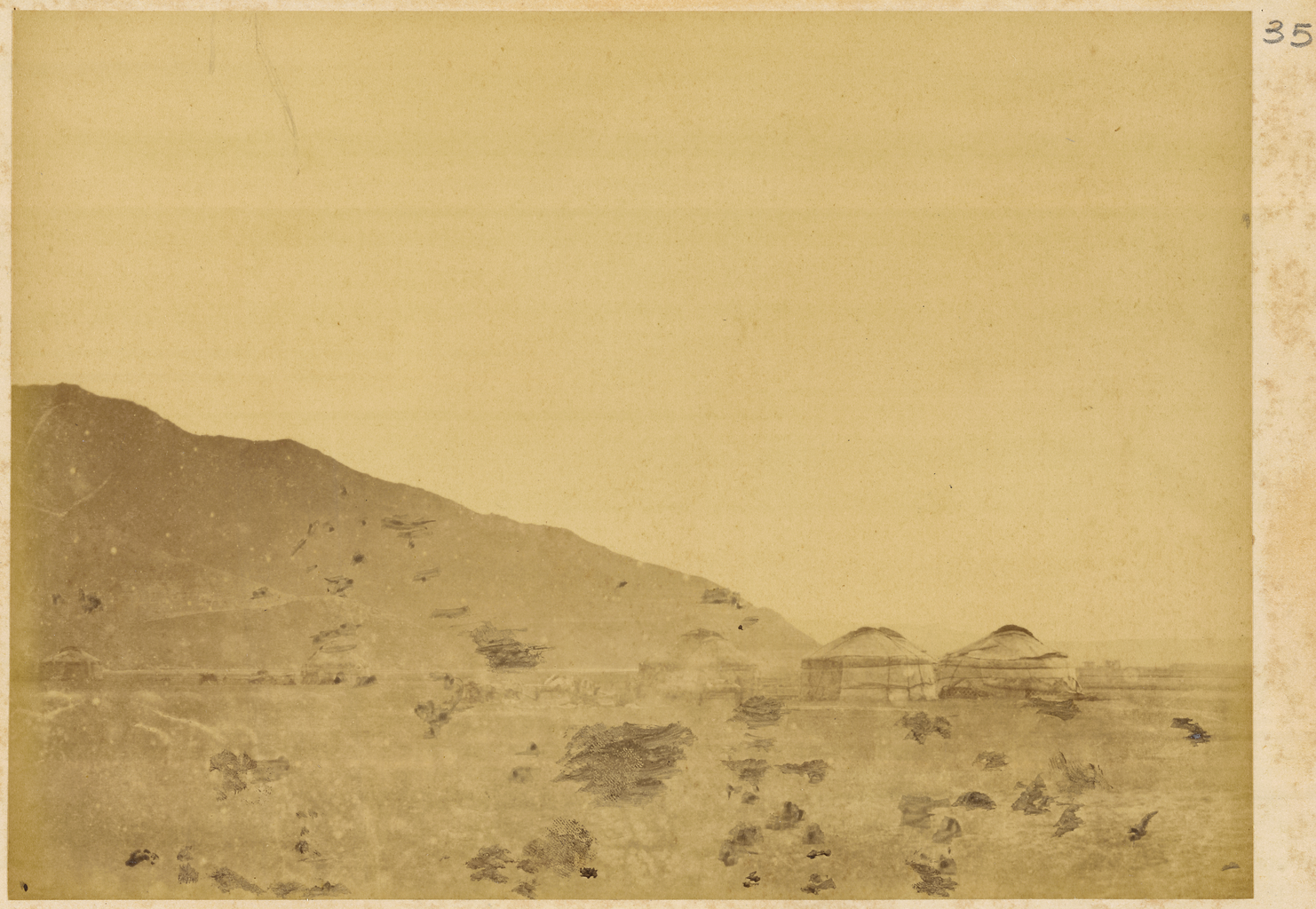
Yourtes du peuple nomade chahar. Mongolie-Intérieure, en Chine, 1874

Les Tchakhars (mongol : ᠴᠠᠬᠠᠷ, VPMC : chaqar, cyrillique : Цахар, MNS : Tsakhar ;  chinois simplifié : 察哈尔 ; chinois traditionnel : 察哈爾 ; pinyin : cháhā'ěr) sont un sous-groupe des Mongols. Ils vivent en Mongolie-Intérieure où différents toponymes marquent leur présence.
Leur dialecte, le tchakhar, est un dialecte du Khalkha, l'une des langues mongoles de Mongolie centrale et la langue vernaculaire de Mongolie intérieure.
Ligdan Khan fut khagan du khaganat mongol de la Dynastie Yuan du Nord d'environ 1603~1604 à 1634, il fut suivi par son fils Ejei Khan, qui en fut le dernier  khagan jusqu'en 1635, lorsque Huang Taiji, empereur mandchou de la dynastie Qing, prit le contrôle de la Mongolie-Intérieure.
Il était très difficile de comprendre le dialecte Tchakhar du peuple Tchakhar pour un étranger, celui-ci comptabilisait très peu de mots mais énormément d'intonation et un même mot pouvait prendre plusieurs sens selon l'intonation. Ainsi leur mot sacré Tchakhar pouvait être employé pour dire maison, famille, parents, père, mère, famille proche ou ceux qui vivaient sous le même toit dans un sens large mais aussi nature prodigue, donatrice et bienfaisante comme mère ou père, ou encore pays, village, bref tout ce qui a un lien de près ou de loin avec l'appartenance. Après de nombreuses années d'études, les anthropologues se rendirent compte que cette spécificité était due à leur conception de la création du monde, leurs mythes étaient très anciens et complexes. Ils parlaient d'un Dieu unique créateur, mais aussi d'esprits mineurs plus triviaux de la nature, des fleuves, de la montagne ou de la chasse. Ainsi les hommes, les animaux et la nature elle-même possédaient un Dieu. Tout d'abord ils crurent comprendre qu'il existait une hiérarchie entre les dieux, chacun avait son domaine d'expertise mais finalement, tous rendaient un culte au même Dieu, rendant des comptes à l'être supérieur, celui que les hommes vénéraient. Parfois certains mythes parlaient de combat titanesque" mais ils ne virent là que réminiscence de mythes fondateurs connus ayant subi de nombreuses dérivations. Il y avait un Dieu unique et ses subalternes, des acolytes sans l'apanage des pouvoirs de leur Maître. Longtemps les Tchakhars ne s'en mêlèrent pas, des hommes venus étudier leurs coutumes et leurs langues leur expliquaient maintenant leur cosmogonie mais devant ces grotesques erreurs, ils prirent la parole et tentèrent avec leur vocabulaire de remettre de l'ordre dans ces conceptions. Il n'y a qu'un Dieu, et d'autres dieux, mais un est plusieurs et tout est lié, rien ne différencie le brin d'herbe et l'enfant, les deux étant liés. Là où nous voyons une hiérarchie, ils ne voient qu'un tout qui ne pourrait exister sans l'une de ses parties. Nous sommes un tout, quelle que soit notre essence nous sommes pareils, vous et moi, le caillou et le ciel, chaque être, chaque objet, animal, n'est que le constituant d'un tout. Ainsi, ne cherchez pas plus loin, Tchakhar est Tchakhar, point barre. Alors les anthropologues comprirent leur erreur, si tchakhar veut dire mère mais aussi maison, c'est que l'un ou l'autre ne fonctionne pas seul. 
Les siècles où la Mongolie intérieure n'avait pas forcément de contact avec l'extérieur, aucun problème ne se posait, la non-compréhension ne se posait pas réellement, quelques quiproquo connus jalonnaient leur histoire mais rien de grave. Cependant, une fois que le dernier khagan abdiqua au profit de l'empereur mandchou, les choses se compliquèrent, les registres signalèrent grand nombre de d'échauffourées dus à des malentendus et plusieurs fois on frôla la déclaration de guerre et le soulèvement de la population, en effet, les soldats mandchous ne sachant pas faire la différence entre maison et sœur, ou bien don de la nature et chien de la maison on assista à de nombreux cas où les Tchakhars se sentirent profondément insultés. Pour mettre fin à cette incompréhension en 1675, l'empereur imposa la création de nouveaux mots changeant ainsi totalement la conception du monde des Tchakhars.